# Ok Formenoij
Ok Formenoij, auch als Ocker Formanoij geführt, (* 16. März 1899 in Rotterdam; † 14. Februar 1977) war ein niederländischer Fußballspieler.

## Verein
Formenoij spielte auf Vereinsebene von 1921 bis 1923 bei Feyenoord Rotterdam. Von 1924 bis 1933 stand er dann in Reihen des Lokalrivalen Sparta Rotterdam.

## Nationalmannschaft
Er bestritt von seinem Debüt am 2. Juni 1924 im Spiel gegen die irische Auswahl bei den Olympischen Sommerspielen 1924, wo er mit seinem Heimatland nach den Niederlagen im Spiel um die Bronzemedaille gegen Schweden Platz vier belegte, bis zu seinem letzten Einsatz am 29. März 1931 gegen die Nationalelf Belgiens vier Länderspiele für die niederländische Fußballnationalmannschaft. Er erzielte insgesamt vier Tore.